# SN 2011fb
SN 2011fb – supernowa typu II-P odkryta 28 czerwca 2011 roku w galaktyce A161930-0559. W momencie odkrycia miała maksymalną jasność 18,90m.